# Tembung (Medan Tembung)
Tembung is een bestuurslaag in het regentschap Medan van de provincie Noord-Sumatra, Indonesië. Tembung telt 9810 inwoners (volkstelling 2010).